# NNC 45-0095
NNC 45-0095是一种含氮有机化合物，化学式C18H17NO，可作为非甾体選擇性雌激素受體調節物（SERMs），由诺和诺德开发，用于治疗骨質疏鬆症，从未上市销售。